# Fritz Valjavec

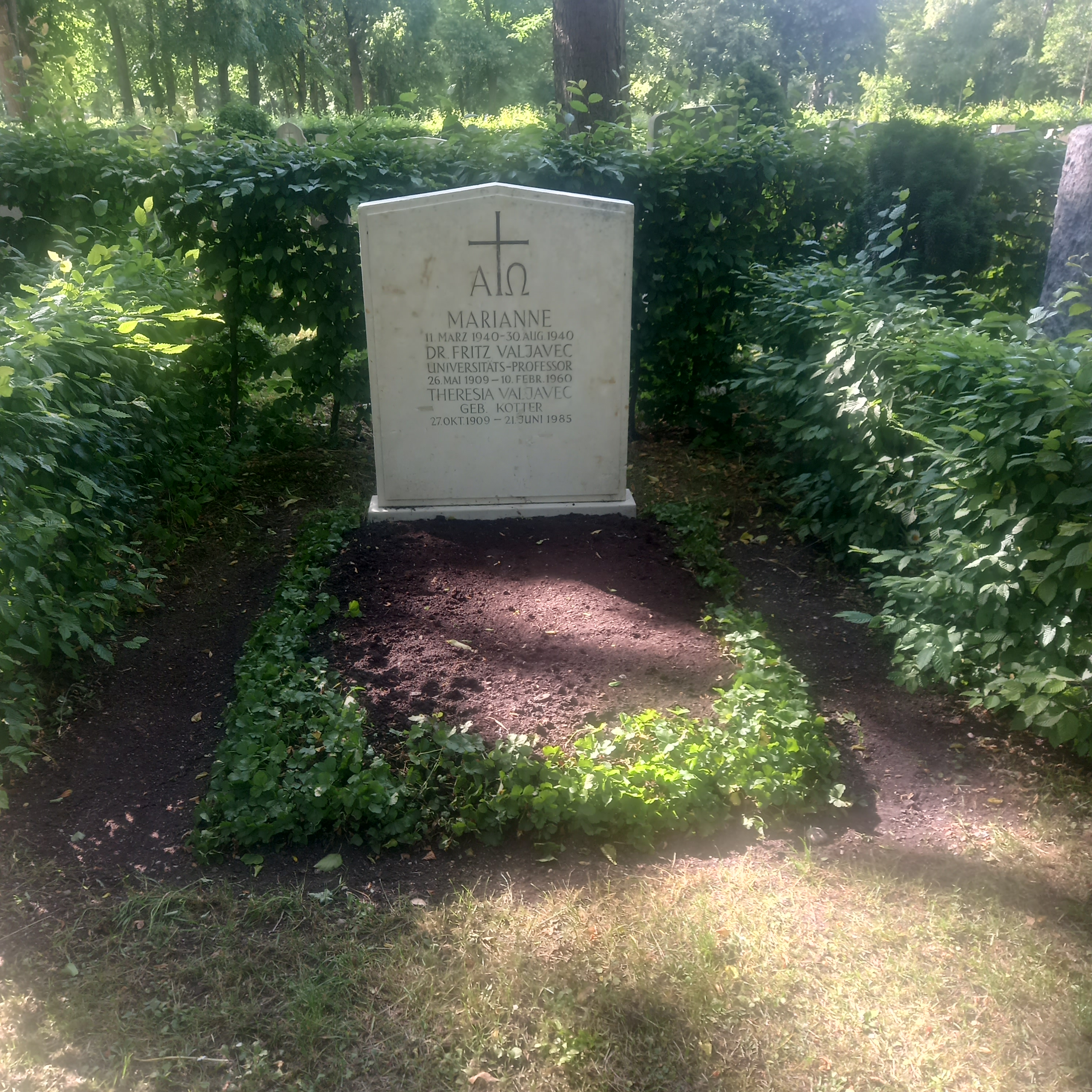
Das Grab von Fritz Valjavec und seiner Ehefrau Theresia, geborene Kotter, im Familiengrab auf dem Nordfriedhof (München)

Friedrich Maria Ludwig genannt Fritz Valjavec (* 26. Mai 1909 in Wien, Österreich-Ungarn; † 10. Februar 1960 in Prien am Chiemsee) war ein ungarndeutscher Historiker mit österreichisch-ungarischer bzw. jugoslawischer und schließlich deutscher Staatsbürgerschaft. Er war die bestimmende Persönlichkeit der deutschen Südostforschung im 20. Jahrhundert. In jüngerer Zeit begann die Aufarbeitung seiner Rolle in der nationalsozialistischen „Gegnerforschung“ und seiner unmittelbaren Beteiligung am nationalsozialistischen Vernichtungskrieg.

## Leben

### Herkunft
Vajavec wurde als Sohn eines in Agram (Zagreb) beschäftigten österreichischen Beamten und einer donauschwäbischen Mutter geboren. Nach einer mündlichen Überlieferung wurde er als uneheliches Kind adoptiert. Er wuchs zunächst in der Banater Kleinstadt Werschetz auf. Nach dem Zerfall der Habsburgermonarchie wurde er jugoslawischer Staatsangehöriger. Seit 1919 lebte er in Budapest und absolvierte dort das Deutsche Gymnasium. In Budapest kam er auch mit Jakob Bleyer und Edmund Steinacker, den führenden Vertretern der politischen Bewegung der Ungarndeutschen, in Kontakt. Valjavecs erste Arbeiten erschienen in Bleyers Deutsch-Ungarischen Heimatblättern.

### Studium in München
1930 zog die Familie wieder nach Wien. Nachdem Valjavec Schwierigkeiten hatte, das in Ungarn an der Reichsdeutschen Oberschule Budapest abgelegte Abitur anerkennen zu lassen, ging er mit einem von Bleyer vermittelten Stipendium nach München, um unter anderem bei Raimund Friedrich Kaindl, Arnold Oskar Meyer und Karl Alexander von Müller Geschichte zu studieren. 1934 promovierte er über Karl Gottlieb von Windisch. Anschließend arbeitete Valjavec im Südostausschuss der Deutschen Akademie, zerstritt sich aber mit dem Akademieleiter Karl Haushofer. 1935 erhielt er ein Stipendium der Deutschen Forschungsgemeinschaft, um eine „Geschichte der Deutschen im Südosten von 1780–1918“ zu erarbeiten und wurde Mitarbeiter des von Müller geleiteten Südost-Institut. Dort wurde er 1937 Geschäftsführer und 1943 stellvertretender Leiter.

### Engagement und Karriere während des Nationalsozialismus

#### „Volkstumsarbeit“
Valjavec verfolgte nicht nur seine wissenschaftliche Karriere, sondern engagierte sich auch politisch. Er fungierte als Verbindungsmann des Volksbundes der Deutschen in Ungarn in München. Zwar distanzierte er sich nicht offen von seinem Förderer Bleyer, ließ aber in seiner privaten Korrespondenz durchblicken, dass er diesen nicht für die dominante Führergestalt der deutschen Minderheit in Ungarn in der Revolutionszeit 1918/19 hielt. Er orientierte sich eher an jenen radikalen Ungarndeutschen, die aus völkischen Überzeugungen die Segregation der Integration und die Dissimilation der Assimilation vorzogen. 1933 trat er der NSDAP (zum 1. Mai 1933; Mitgliedsnummer 3.202.280) und dem NS-Studentenbund bei.
Gerade im Studentenbund knüpfte Valjavec Verbindungen, die sich als hilfreich erweisen sollten. Im Wintersemester 1934/35 richtete er für den Studentenbund eine Außenstelle Süd/Ost ein und arbeitete mit Franz Ronneberger bei der Schulung von Studenten für Auslandsaufenthalte. Das daraus entstandene Netzwerk von Studenten arbeitete daran, im Rahmen sogenannter „Landdienste“ und mit wissenschaftlicher Tarnung deutsche Minderheiten im Donauraum nationalsozialistisch zu indoktrinieren.
Durch die Entsendung solcher Studenten, so schrieb Valjavec 1936 in einem Arbeitsplan für die Volkstumsarbeit des Außenamtes der Münchner Hochschulen, werde „die Gewähr für eine gediegene Auslese der Mannschaft geboten, ferner die Möglichkeit gegeben, unauffällig, zweckmäßig getarnt, die volkspolitische Arbeit durchzuführen und darüber hinaus an den Ausbau einer nationalsozialistischen Wissenschaft durch eine lebensvolle Verbindung zwischen praktischem Einsatz und schöpferischer geistiger Arbeit mitzuwirken.“
Ronneberger erinnerte sich 1980 rückblickend an die kulturkritische und schwärmerische Motivation der Volkstumsforscher der Südosteuropa-Forschung:

„Wir glaubten, bei den Ostvölkern etwas von dem finden zu können, was wir in der sich rapid verstädternden Zivilisation des ‚Westens‘ bereits vermißten: das Ursprüngliche, Jugendliche, Unverdorbene. Wir suchten das einfache Leben, das Gewachsene, die schlichte menschliche Begegnung. […] Für die Frühzeit der Südosteuropa-Forschung gilt, daß die Impulse nicht allein aus der wissenschaftlichen Neugier für ein unbearbeitetes Feld kamen. Die Politische Idee, das Deutsche Reich sei durch seine Lage und sein Schicksal in besonderer Weise vorbestimmt und verpflichtet, die aus imperialer Vorherrschaft entlassenen Völker dieses Raumes bei der Suche nach ihrer Identität und Eigenständigkeit zu unterstützen, war unabweisbar.“

Gemeinsam mit Ronneberger baute Valjavec außerdem einen „Süd-Ost-Pressebericht“ auf und kam mit Franz Alfred Six in Kontakt. So gelang es Valjavec, dem Münchner Südost-Institut eine zentrale Rolle innerhalb der nationalsozialistischen Volkstumsarbeit im Allgemeinen und der Südostforschung im Besonderen zu verschaffen.

#### „Gegnerforschung“ für den SD
1936 gab Valjavec die erste Ausgabe der neuen Zeitschrift Südostdeutsche Forschungen heraus. In seiner programmatischen Einleitung argumentierte er einerseits, anhand der Wechselwirkung zwischen der geistigen und wirtschaftlichen Überlegenheit der deutschen Siedler und des sie umgebenden Volks- und Kulturbodens könne die Aufbausendung der deutschen Siedlungen im Südosten gezeigt werden. Dabei wollte er auch die biologischen und erbgesundheitlichen Fragen der Siedlungsgeschichte nicht vernachlässigt wissen. Andererseits betonte er, wie wichtig es sei, auch die Werte der südosteuropäischen Völker anzuerkennen, um die Zusammenarbeit mit der „fremdvolklichen Wissenschaft der betreffenden Länder“ zum beiderseitigen Nutzen zu verstärken und außerdem von vornherein dem Vorwurf den Boden zu entziehen, dass die deutsche Wissenschaft kulturnationalistische Ziele verfolge.
So versuchte Valjavec, Historiker und Geisteswissenschaftler südosteuropäischer Länder für seine Zeitschrift zu gewinnen. Dabei verfolgte er freilich auch das Ziel, Autoren verschiedener Länder im Sinne der nationalsozialistischen Außenpolitik gegeneinander auszuspielen. Außerdem nutzte er seine Kontakte, um Berichte für verschiedene Stellen von Partei, Wehrmacht und Regierung zu erstellen.
1938 habilitierte sich Valjavec mit der Studie „Der deutsche Kultureinfluß im nahen Südosten“ und wurde Privat-, dann Diätendozent an der Universität München. Das Münchner Südost-Institut, das zunehmend in eine finanzielle Schieflage geraten war, wurde 1940 in die SS integriert. Wann genau Valjavec in die SS eintrat, ist nicht bekannt. 1934 gehörte er offenbar dem SS-Reitersturm an. 1942/43 notierte er in seinen eigenen privaten Aufzeichnungen, eine Aufforderung zum Beitritt in die SS abgelehnt zu haben. Zumindest konnte er erst im Sommer 1939 seinen Ariernachweis erbringen, und er war zeitweise staatenlos, nachdem ihm Jugoslawien wegen seiner politischen Tätigkeit 1939 die Staatsbürgerschaft aberkannte.
Seiner Karriere stand dies jedoch nur bedingt im Wege. Im März 1940 wurde Valjavec auf den „Lehrstuhl für Geschichte und Landeskunde Südosteuropas“ an das von Franz Alfred Six geleitete Deutsche Auslandswissenschaftliche Institut (DAI) in Berlin berufen. Dem DAI wurde auf Valjavecs Betreiben hin das Südost-Institut schließlich eingegliedert. Valjavec hatte sich damit innerhalb der „Gegnerforschung“ der SS positioniert. Dabei ging es um das Aufspüren derjenigen Gruppen im Ausland, die in besonderem Maße als Gegner angesehen wurden, also um die Identifizierung von Juden, Marxisten, Liberalen usw. und um den Aufbau landeskundlicher Datensammlungen. Er arbeitete in einem Netzwerk mit Wilfried Krallert, Kurt Marschelke, Walter Schellenberg, Hans Joachim Beyer, Harold Steinacker, Alfred Krehl und später auch der Reinhard-Heydrich-Stiftung.
Schellenberg wurde von Valjavec beispielsweise 1940 bei der Erstellung eines „Handbuches für Jugoslawien und Griechenland“ unterstützt, das der Waffen-SS und der Polizei im Falle eines Krieges mit diesen Ländern an die Hand gegeben werden sollte und unter anderem eine umfassende Liste der zu verhaftenden Personen enthielt. Außerdem reiste Valjavec schon seit Beginn des Zweiten Weltkrieges in verschiedene südosteuropäische Länder, um dem Sicherheitsdienst des Reichsführers SS (SD) über die jeweilige Situation vor Ort zu berichten.

#### Dolmetscher des Sonderkommandos 10b der Einsatzgruppe D in Czernowitz
Am 10. Juni 1941 wurde Valjavec eingebürgert. Im Juni 1941 – ob bereits im Vorfeld des deutschen Angriffs auf die Sowjetunion oder erst kurz danach ist umstritten – ließ sich Valjavec von der Universität beurlauben. Er wurde als politischer Berater und Dolmetscher dem von Alois Persterer befehligten Sonderkommando 10b (Sk 10b) der Einsatzgruppe D zugeteilt, das im rumänisch-ukrainischen Grenzgebiet, in der Nordbukowina und Bessarabien eingesetzt wurde. In der SS bekleidete er den Rang eines SS-Untersturmführers. Im Juli 1941 gelangte das Sk 10b nach Czernowitz, wo es vermeintliche Kommunisten, Juden und Freimaurer verhaftete und ermordete. Laut Einsatzgruppen-Meldungen waren bis zum Anfang August 682 von etwa 1.200 festgenommenen Juden erschossen worden und 16 von 50 gefangengenommenen „kommunistischen Funktionären“. Am 29. August wurde die Erschießung von weiteren 3.106 Juden und Kommunisten gemeldet.
Was Valjavec als Angehöriger des Sk 10b tat, lässt sich nicht im Einzelnen rekonstruieren. Eine seiner Aufgaben scheint die Inventarisierung und Aushebung von Bibliotheken gewesen zu sein, deren Bücherbestände er für das Münchner Südost-Institut sicherte. Zudem sollte er im Auftrag des SD die ukrainische Minderheit gegen die rumänische Besatzungsmacht mobilisieren. Zu diesem Zweck blieb Valjavec noch bis Anfang Dezember 1941 in Czernowitz, während das Sk 10b bereits in die Ukraine weiter gezogen war. Gerhard Grimm meint, Valjavec habe keine Schießausbildung genossen, so dass seine Beteiligung an den Mordaktionen nicht anzunehmen sei. Michael Fahlbusch weist dagegen darauf hin, dass nur den wenigsten Führungsoffizieren der Einsatzgruppen überhaupt nachgewiesen werden könne, dass sie selbst geschossen hätten, und fragt, ob dies angesichts des Gesamtkontextes überhaupt ins Gewicht fallen könne.
Ingo Haar hat indes 2005 einen neuen Aktenfund aus der Ludwigsburger Zentralstelle zur Verfolgung Nationalsozialistischer Gewaltverbrechen angeführt. Demnach war Valjavec am 8. Juli 1941 unmittelbar an einer Exekution von 100 Juden durch das Sk 10b in Czernowitz beteiligt. In einer Vernehmung von Angehörigen des Kommandos durch die Münchner Staatsanwaltschaft sagte der Zeuge Karl Finger, Teilkommandoführer des Sk 10b, 1962 aus, Valjavec habe selbst von der zentralen Aktion vom 8. Juli 1941 berichtet und am Tötungsplatz „Genickschüsse“ abgegeben.

#### Professor in Berlin
Zurück in Berlin nahm Valjavec seine Lehrtätigkeit wieder auf. Er bemühte sich um Professuren in Prag bzw. Innsbruck. Aber Six erklärte Valjavec für unabkömmlich. Am 1. Februar 1943 erhielt Valjavec eine außerordentliche Professur an der Auslandswissenschaftlichen Fakultät der Universität Berlin, die er bis 1945 ausübte. Für die Zeit von 1940 bis 1945 sind keine Akten des Südost-Instituts überliefert.

### Karriereknick und Rehabilitation nach 1945

#### Wiederbelebung des Südost-Instituts
Nach dem Ende des Zweiten Weltkrieges konnte Valjavec seine wissenschaftliche Laufbahn zunächst nicht fortsetzen. Er gehörte zu den 24 Historikern, die aus politischen Gründen entlassen wurden, obwohl er betonte, an der Universität Berlin nicht individuell abgesetzt worden zu sein. Offenbar war er nicht „entnazifiziert“ worden. Das Südost-Institut wurde 1945 in „Münchner Institut für Kulturforschung“ umbenannt und stand vor der Auflösung. Valjavec gelang es jedoch, über politische Verbindungen Druck auf die bayerische Regierung auszuüben, das Südost-Institut wieder in Gang zu setzen. Namentlich der mit Valjavec befreundete Achim Oster, Leiter der Sicherheitspolitischen Abteilung im Bundeskanzleramt, informierte Konrad Adenauer und konnte dessen Interesse an einer Fortführung der alten Institutsarbeit wecken. 1951 wurde das Südost-Institut als eigenes Institut weiter geführt, das eng mit dem Osteuropa-Institut Theodor Oberländers zusammenarbeiten sollte. Im Grunde setzte das Südost-Institut die Gegnerforschung fort, nur jetzt mit einem Schwerpunkt auf den kommunistischen Regimes in Südosteuropa. Valjavec beanspruchte für sich die Stellung als geschäftsführender Direktor, die er aber erst 1955 erhalten sollte.

#### „Dokumentation der Vertreibung“
In der Zwischenzeit veröffentlichte Valjavec nicht nur sein Buch über Die Entstehung der politischen Strömungen in Deutschland, sondern organisierte 1951 gemeinsam mit Hans von Spaeth-Meyken im Auftrag des Bundesministeriums für Vertriebene, Flüchtlinge und Kriegsgeschädigte die „Dokumentation der Vertreibung“. In einer Kartei sollten die Evakuierungen, Vertreibungsaktionen und Zeitzeugenberichte aufgenommen werden. Valjavec bearbeitete dabei den „Südost-Raum“. Das Ministerium änderte den Schwerpunkt der Dokumentation alsbald zu Gunsten der Befragung von nach Westdeutschland geflüchteter Personen, um eine „Dokumentation der Unmenschlichkeit“ zu organisieren. In Zusammenarbeit mit den bayerischen Vertriebenenverbänden schickte Valjavec speziell von ihm geschulte Interviewer zu den vermittelten Zeugen. Das Honorar aus den Erhebungen investierte er in den Aufbau des Südostdeutschen Kulturwerks der Vertriebenen, die aus seiner Ende der 1940er Jahre gegründeten „Südostdeutschen Forschungsstelle“ hervorging. Das Gesamtprojekt der Dokumentation wurde im April 1952 auf eine neue Redaktionsgruppe unter der Leitung Theodor Schieders übertragen, die feststellte, dass Valjavecs Berichte grobe Übertreibungen und Fälschungen enthielten und die gesammelten Augenzeugenberichte zum Teil frei erfunden seien. In dieser Situation half Theodor Oberländer weiter, der 1953 das Vertriebenenministerium übernahm und Valjavecs Vertrag verlängerte.

#### Rehabilitation als Wissenschaftler
Valjavec vertrat die südostdeutschen Landsmannschaften im Ostdeutschen Kulturrat. Ferner betrieb er die Neugründung der Südosteuropa-Gesellschaft (1952) und der Südostdeutschen Historischen Kommission (1957). Er wirkte als Generalsekretär einer „Deutsch-Ungarischen Gesellschaft“ unter dem Vorsitz von Ludwig Karl Maria von Bayern, als Mitherausgeber der Buchreihe der Kommission, des Südostdeutschen Archivs (1958ff.) und übernahm 1952 die Herausgabe des Sammelwerkes Historia Mundi (1952–1960) von dem 1950 verstorbenen Fritz Kern. Im selben Jahr begründete er auch den Wissenschaftlichen Dienst Südosteuropa als neue Fachzeitschrift des Südost-Instituts. 1954 lehrte er als Honorarprofessor ohne Promotionsrecht an der LMU München. 1958 erhielt er dort ein Ordinariat für „Neuere und südosteuropäische Geschichte“. Im 1957 eingeleiteten Ermittlungsverfahren gegen Angehörige des Sk 10b wurde Valjavec zwar vernommen. Er erlag jedoch überraschend einem Herzinfarkt, bevor die Ermittlungen konkreter wurden.

## Gründungsmythos der Südostforschung und NS-Täter
Person und Werk Fritz Valjavecs sind in höchstem Maße umstritten. Auf der einen Seite gilt er als fähiger und innovativer Historiker. Seine Studie zu den Anfängen der politischen Parteien in Deutschland von 1951 sei bahnbrechend, so Elisabeth Fehrenbach. Seine Ausführungen über die Gruppenbildungen auf dem Gebiet der Personalpolitik, über die Stellung des Beamtentums, die Rolle der Publizistik, das Lesepublikum, und die Anfänge der Vereinsbildung in Lesegesellschaften und Freimaurerlogen hätten ein breites Spektrum von Themen umrissen, die erst nach und nach wieder aufgegriffen worden seien. Darüber hinaus vertrat er einen interdisziplinären Ansatz.
Andererseits repräsentiert er die „kämpfende Wissenschaft“ des Nationalsozialismus, deren Primat der Gegnerforschung durch ihn auch nach 1945 fortgesetzt wurde. Er sei eine „janusköpfige Erscheinung“, der sich dem Nationalsozialismus andiente, aber auf Grund ausgeprägter kirchlich-religiöser Überzeugungen ein distanziertes Verhältnis zur nationalsozialistischen Weltanschauung und sogar Verbindungen zum kirchlichen Widerstand um den Jesuitenpater Alfred Delp gehabt habe.
Valjavecs Arbeiten wurden auch nach dem Zweiten Weltkrieg von einem antimodernen Impetus gespeist.

„Seit dreißig Jahren zeigt sich deutlich, daß mit dem Schwinden religiöser Einflüsse auch eine sittliche Relativierung und überhaupt eine Auflösung aller Wertbegriffe immer mehr um sich greift. Mit der Ausbreitung äußerlicher Kulturformen abendländischen Ursprungs über die ganze Erde geht ein Schwund an echter kultureller Kraft einher, der die Weltgeltung der modernen Kultur auf äußerliche, materielle und technische Dinge beschränkte. […] Der Siegeszug der modernen Technik und Industrialisierung mit allen seinen Erscheinungsformen ist zugleich der Siegeszug einer bestimmten Kultur, die gerade wegen ihrer Trivialität und geistigen Anspruchslosigkeit bei den Massen großen Erfolg hat und irgendwie Ausdruck eines Zeitalters zu sein scheint, in dem nur noch die Massen und der Massenmensch zählen. Gleichzeitig ebnet diese moderne Maschinenkultur alle Eigentümlichkeiten und Besonderheiten der Länder, Völker und Kontinente ein. […]
 Man wird daher sagen dürfen, daß die Moderne in gewissen Dingen eine zunehmende kulturelle Nivellierung erzeugt, daß aber dieser Vorgang nicht uneingeschränkt zur Geltung gelangt und daß sich in gewissen, und zwar in wesentlichen Dingen Sonderformen behaupten, die mitunter eine bewußte, ja sogar gesteigerte Pflege erfahren. […] [E]s zeigt sich doch unverkennbar, daß die einzelnen Weltreligionen auch eine Wahrung der kulturellen Eigenart bewirken und so von sich aus der geistigen wie zivilisatorischen Gleichmacherei entgegenarbeiten. Universalismus steht hier gegen Internationalismus.“

Die Tagung der Südostdeutschen Historischen Kommission im Oktober 2002 beschäftigte sich eingehender mit der Geschichte der Südostforschung im Dritten Reich. Bis dato war Valjavec quasi zum Gründungsmythos des Südost-Instituts stilisiert worden. Um seine Person und Rolle entbrannten denn auch die heftigsten Diskussionen der Tagung. Während Michael Fahlbusch und Norbert Spannenberger das politische Engagement Valjavecs für den Nationalsozialismus betonten, nahmen ihn Gerhard Grimm und Krista Zach in Schutz. Grimm geht dabei so weit, Valjavec auf Grund eines kulturkritischen Privatdrucks von 1941 eine größere Distanz zum Nationalsozialismus zuzuschreiben als etwa Ludwig Beck und Carl Goerdeler.
Unter den Vertriebenenverbänden genießt Valjavec ein ungebrochen hohes Ansehen. Ihm gebühre in der deutschen Kulturgeschichte ein erstrangiger Platz, heißt es in der Ostdeutschen Biographie der Kulturstiftung der deutschen Vertriebenen.
Eine kritische auf Valjavecs umfangreiche Korrespondenz und Selbstzeugnisse gestützte Biographie steht noch aus.
Seine 2.300 Bände umfassende Bibliothek befindet sich im Leibniz-Institut für Ost- und Südosteuropaforschung.

## Schriften (Auswahl)

### Monographien
- Karl Gottlieb von Windisch (1725–1793). Das Lebensbild eines südostdeutschen Bürgers der Aufklärungszeit. Schick, München 1936.
- Der deutsche Kultureinfluss im nahen Südosten. Unter besonderer Berücksichtigung Ungarns. Schick, München 1940.
- Der Josephinismus. Zur geistigen Entwicklung Österreichs im 18. und 19. Jahrhundert. Rohrer, Brünn 1944.
- Die Entstehung der politischen Strömungen in Deutschland 1770–1815. Oldenbourg, München 1951.
- (Hrsg.): Festschrift aus Anlass des 25-jährigen Bestehens des Südostinstitutes München 1930–1955. München 1956.
- Geschichte der deutschen Kulturbeziehungen zu Südosteuropa. Teil 3: Aufklärung und Absolutismus. Oldenbourg, München 1958.
- Südosteuropa-Bibliographie. Oldenbourg, München 1959.
- Geschichte der abendländischen Aufklärung. Herold, Wien 1961.
- Gedenkschrift für Fritz Valjavec (1909–1960). Verlag des Südostdeutschen Kulturwerks, München 1963.
- Ausgewählte Aufsätze. Hrsg. von Karl August Fischer u. Mathias Bernath. Oldenbourg, München 1963.
- mit Jörn Garber: Die Entstehung der politischen Strömungen in Deutschland, 1770–1815. Athenäum [u. a.], Kronberg/Ts. 1978, ISBN 3-7610-7212-0.

### Gemeinschaftswerke
- mit Fritz Kern: Historia mundi. Ein Handbuch der Weltgeschichte in 10 Bänden. Lehnen [u. a.], München u. a. 1961.
- mit Fritz Baade und Felix von Schroeder: Weltgeschichte der Gegenwart. In 2 Bänden. Francke, Bern 1963.
- mit Felix von Schröder: Geschichte der deutschen Kulturbeziehungen zu Südosteuropa. 1965.
- mit Gertrud Krallert-Sattler: Slowakei, Rumänien, Bulgarien. Oldenbourg, München 1956.
- mit Gertrud Krallert-Sattler: Jugoslawien, Ungarn, Albanien, Südosteuropa und größere Räume. Oldenbourg, München 1959.

### Aufsätze
- Das deutsche Bürgertum und die Anfänge der deutschen Bewegung in Ungarn. In: Südostdeutsche Forschungen. 1938, S. 376–394.
- Quellen zu den Anfängen der deutschen Bewegung in Ungarn. In: Südostdeutsche Forschungen. 1939, S. 465–508.
- Der Werdegang der deutschen Südostforschung und ihr gegenwärtiger Stand. Zur Geschichte und Methodik. In: Südost-Forschungen. 1941, S. 1–37.
- Rumänien im Jahre 1940. In: Jahrbuch für Politik und Auslandskunde. 1941, S. 354–373.
- Ungarn im Jahre 1940. In: Jahrbuch für Politik und Auslandskunde. 1941, S. 338–353.
- Ungarn und die Frage des österreichischen Gesamtstaates zu Beginn des Jahres 1849. In: Historische Zeitschrift. 1941, S. 81–98.
- Südosteuropa. In: Jahrbuch der Weltpolitik. 1942, S. 383–435.
- Südosteuropa und Balkan. Forschungsziele und Forschungsmöglichkeiten. In: Südost-Forschungen. 1942, S. 1–8.
- Zur Kritik und Methodik der Südosteuropa-Forschung. In: Südost-Forschungen. 1942, S. 218–223.
- Die geschichtliche Entwicklung der deutschen Südosteuropaforschung. In: Jahrbuch der Weltpolitik. 1943, S. 1055–1092.
- Das Woellnersche Religionsedikt und seine geschichtliche Bedeutung. In: Historisches Jahrbuch. 1953, S. 386–400.
- Die josephinischen Wurzeln des österreichischen Konservativismus. In: Festgabe dargebracht Harold Steinacker zur Vollendung des 80. Lebensjahres, 26. Mai 1955. 1955, S. 166–175.
- et al.: Die Eigenart Südosteuropas in Geschichte und Kultur. In: Südosteuropa-Jahrbuch. 1957, S. 53–62.
- Die kulturellen Leistungen des Südostdeutschtums in der Geschichte. In: Südostdeutsches Archiv. 1958, S. 66–75.
- Das Deutschtum in Südosteuropa. In: Der Zusammenbruch des Auslandsdeutschtums in Osteuropa. 1959, S. 11–24.
- Die Nationalitätenfrage in Österreich nach 1848. In: Österreich, 1848–1918. 1959, S. 33–46.
- Kulturpolitische Probleme Südosteuropas seit 1945. In: Südosteuropa-Jahrbuch. 1959, S. 18–33.